# 积善太后
何皇后（9世纪—906年1月22日），本名不详，被后唐追尊为宣穆皇后，或以居所积善宫称积善太后，唐末皇帝唐昭宗李晔的皇后，皇子李祐（李𥙿）、唐哀帝李祚（李柷）之母。她的丈夫、她本人、她的儿子们都被后来夺取唐政权建立后梁的军阀朱全忠所害。
积善太后遇害后，唐哀帝因朱全忠所迫，下诏追废她为庶人。积善太后也是中国历史上唯一遭到亲生儿子废黜的皇太后。後梁滅亡後，後唐明宗追册何皇后为宣穆皇后。

## 家世
史书未记载何氏生年，仅知为梓州（治所在今四川省三台县）人，家世不显。皇子李杰还是寿王的时候（872年受封），何氏入侍，婉丽美貌有智慧，李杰很喜欢她。
文德元年（888年），李杰兄唐僖宗逝世，李杰改名李敏，再改名李晔，继位为帝，立何氏为仅次于皇后的淑妃。何淑妃不知何年生皇长子德王李祐，景福元年（892年）生皇九子辉王李祚。
唐朝自乾符以后，天下大乱，藩镇、宦官作乱，皇帝常逃离长安。景福年间，因凤翔节度使李茂贞作乱，唐昭宗再次出逃，多亏何淑妃不离左右的照料。
乾宁三年（896年），李茂贞再次作乱，唐昭宗逃至华州投奔镇国军节度使韩建，次年，立德王为皇太子，改名李𥙿，并从中书省宰相王抟等所请，册何淑妃为皇后。这是唐德宗在贞元二年（786年）册立受册三日后即去世的王皇后之后，唐朝皇帝在100多年内第一次册立皇后。

## 皇后時期
光化元年（898年），昭宗与李茂贞讲和后回长安。三年（900年）四月，何皇后与太子拜谒太庙。十一月，唐昭宗醉后亲手杀了几个宦官、侍女，引起了宦官神策军左中尉刘季述的剧烈反应。当天，昭宗打猎夜归，何皇后遣太子李𥙿还邸，李𥙿遇到刘季述，被留在紫廷院。第二天刘季述挟持李𥙿，带兵逼唐昭宗禅让帝位给李𥙿，昭宗意欲反抗，时何皇后听闻宫人报信，快步赶到，出拜说：“军容长官护官家，勿使惊恐，有事与军容商量。”她怕伤害皇帝，说服昭宗听从刘季述安排，于御前取玉玺授予刘季述。宦官扶昭宗与何皇后同乘一辇，与嫔御侍从公主等十余人入东宫少阳院，刘季述亲手锁院门，将锁眼熔铁，软禁了他们。当时天大寒，嫔御公主没有衣被，外面的人都能听到里面的号哭声。刘季述迎立李𥙿为皇帝，改名李缜，尊昭宗为太上皇，何皇后为太上皇后，改少阳院为问安宫，每日只从窗中送饭。十二月，忠于昭宗的神策军军官孙德昭、董彦弼、周承诲发动反政变，杀刘季述、右护军中尉王仲先，赴少阳院叩门称逆贼已诛，请昭宗出劳。何皇后不信，要孙德昭等送上刘季述等首级。孙德昭献刘季述等首后，昭宗、何皇后才与宫人与孙德昭一同破坏门锁而出。昭宗复辟，复李缜名李𥙿，褫夺太子位，复为德王。
昭宗拒绝宰相崔胤从宦官手中夺取神策军权给宰相的建议，却任命宦官韩全诲、张彦弘为新的神策军左右中尉。崔胤与宦官之间的敌意因而加深。韩全诲、张彦弘都曾任凤翔监军，因而与李茂贞同盟。崔胤则与宣武军节度使朱全忠结盟。崔胤召朱全忠来长安意图夺取神策军权。十月，昭宗派赵国夫人宠颜出往学士院对翰林学士韩偓言及遥领宁远节度使同平章事李彦弼（即董彦弼，被赐姓）等无礼之状说：“皇上与皇后泣涕相对。”十一月，李彦弼等见昭宗将被韩全诲劫往凤翔，愈发乖戾，在宫中严苛地索要钱物，昭宗与何皇后相视而泣。韩全诲逼昭宗出奔，李彦弼放火烧宫，昭宗、何皇后、妃嫔、诸王、护卫百余骑等都被宦官劫持到凤翔军部凤翔府。
朱全忠兵围凤翔。李茂贞请昭宗劳军，昭宗不得已从之，何皇后也随之御南楼。二年（902年）十二月，凤翔粮尽，陷入困厄，皇帝与后宫都冻饿，昭宗称“十六宅诸王以下，每天都冻死饿死数人。在内诸王及公主、妃嫔，一天喝粥，一天吃汤饼，现在也吃完了。”李茂贞不得不和朱全忠求和，同意将昭宗交给朱全忠，但三年（903年）正月又为了保持和昭宗的关系，要求为儿子李继侃娶何皇后所生平原公主，及为皇子景王李祕娶盟友宰相苏检女。昭宗急于脱离其控制，不顾何皇后不悦，都同意了，说：“不如此，我无安所！”“若我能脱身，何必担忧你的女儿！”何皇后才从之。为避同姓婚姻之嫌，平原公主下嫁之际，李继侃复名宋侃。李茂贞将皇室交给朱全忠，朱全忠将他们带回长安。虽然昭宗屡次出逃，但在何皇后的思虑安抚下终于得以保全。在昭宗要求下，朱全忠又写信给李茂贞请还平原公主，李茂贞军力已衰不敢违抗，送还了平原公主。
崔胤意识到朱全忠正留兵于长安控制昭宗，担忧后果。时神策军已被解散，崔胤意图自行重组朝廷军队对抗朱全忠。朱全忠上表迫昭宗下诏罢免崔胤，朱全忠随即攻杀崔胤。朱全忠掌国政，昭宗身边都是宣武军人，宫中再小的消息朱全忠都知道。宫人惴惴不安，昭宗与何皇后垂泣相对。朱全忠又认为李茂贞与其养子静难节度使李继徽可能再攻长安夺取皇帝，决意自毁长安，强行迁都掌控更为牢固的洛阳。昭宗被迫同意。
天祐元年（904年）二月，车驾到陕州，因洛阳宫室未完，车驾暂歇。朱全忠从河中来朝，昭宗请他入寝室见何皇后，面赐酒器、衣物，何皇后哭道：“从此大家夫妇委身于全忠了！”对昭宗则说：“此后大家夫妇委身贼手了！”数行眼泪流下。三月，朱全忠受任为兼判左、右神策及六军诸卫事，并辞别昭宗先行去洛阳督修宫室。昭宗与朱全忠宴请群臣，宴罢，只留下朱全忠和时任忠武军节度使韩建继续喝酒，宫妓奏乐，昭宗先敬朱、韩酒，再由何皇后出来亲自捧玉杯给朱全忠敬酒，晋国夫人可证附耳昭宗耳语，韩建踩朱全忠脚，朱全忠以为昭宗暗算自己，没有喝酒，装醉而出。四月，朱全忠奏称洛阳宫室已建成，因何皇后新分娩，司天监又有奏不利东行，昭宗意图以何皇后不能速行为由，屡派宦官及内夫人往谕，意在延缓行程留在华州等十月再出发，以求试图秘密遣使出使其它大军阀西川节度使王建、河东节度使李克用、淮南节度使杨行密，但朱全忠不顾，派都排阵使寇彦卿迫使他加速前往洛阳。因史料未载何皇后有第三位皇子，何皇后这一胎可能是女儿。朱全忠又以晋国夫人等谋杀元帅（即朱全忠）为由将其捕杀。昭宗屡屡出奔，威权尽丧，左右都是悍逆庸奴，何皇后侍候昭宗衣食，从不离开他身旁。
当月皇室到洛阳后，朱全忠又因李𥙿年长而俊秀，厌恶他，担心他成为反抗自己的旗帜。早在崔胤生前，朱全忠就曾通过崔胤对昭宗指出以篡位（虽系被迫）为由处死李𥙿，昭宗大惊，讯问朱全忠，朱全忠否认曾对崔胤言及此事。昭宗到洛阳后就忧心，和何皇后相视不知死所，不知朱全忠今后意欲何为，只能与侍从喝酒哭泣度日。朱全忠任蒋玄晖为枢密使以监视昭宗后，一次昭宗对蒋玄晖说：“德王是朕的爱子，为什么全忠坚持要他死？”蒋玄晖传话给朱全忠后，朱全忠对昭宗愈发忌恨。而各地反抗朱全忠的军阀李茂贞、李继徽、李克用、王建、忠义军节度使赵匡凝、卢龙节度使刘仁恭等均以讨伐朱全忠恢复昭宗皇权迎其回京为辞，朱全忠正西征凤翔、静难，认为昭宗年长难制，恐其从中生变，决定弑君另立幼主，遂于八月派养子左龙武统军朱友恭、右龙武统军氏叔琮率军入宫弑君。当日昭宗在何皇后的椒兰殿，蒋玄晖派龙武衙官史太等弑君，并杀后宫裴贞一、李渐荣，史太又抓住何皇后要杀，因朱全忠只令弑君，何皇后乞命于蒋玄晖后得免。蒋玄晖矫诏立李祚为皇太子即位，李祚改名李柷，监军国事。当日宰相柳璨、独孤损又矫何皇后令，称昭宗系为裴贞一、李渐荣所害，令太子于柩前继位，即唐哀帝。宫中哭泣都不敢出声。

## 皇太后時期
哀帝奉何后旨，因两司纲运未到，令从内库取银二千一百七十二两救济现任文武常参官员，委御史台按品秩分发。
九月，哀帝依中书门下所奏正式尊何皇后为皇太后。十一月，太常礼院所奏请于十二月内册太后，哀帝诏称奉太后旨，认为吉凶之事难以并行，须待昭宗山陵事毕。二年（905年）正月，哀帝诏称将在山陵发引日随何太后亲至陵所。二月，哀帝、何太后在时已改封濮王的李𥙿以下随从下于长乐门外祭昭宗完毕回宫。当月，朱全忠即令蒋玄晖邀李𥙿等哀帝兄弟九人赴宴。在朱全忠命令下，蒋玄晖缢杀九人。
四月，诏称奉太后旨，因皇太后宫未完，夏日不宜过于劳动工人，预定当月的皇太后册礼改期。五月，有司奏称皇太后宫已修好，中书省奏称以积善命名，哀帝从之。故何太后又称积善太后。七月，柳璨、礼部尚书苏循充皇太后册礼使，在积善宫行礼完毕，哀帝乘辇赴太后宫称贺。太常礼院奏：“每月朔望，皇帝赴积善宫问起居，文武百官于宫门问起居。”哀帝从之。
十二月，朱全忠想篡位，打算先受九锡再受禅，让蒋玄晖和柳璨谋划。蒋玄晖与太常卿張廷範认为天下未平，不应操之过急。朱全忠不高兴。而何太后又派宫人阿秋、阿虔与蒋玄晖通信，叩头哭求一旦改朝换代，放过自己母子。宣徽副使王殷、赵殷衡素与蒋、张不和，便趁机诬陷蒋玄晖、张廷範、柳璨在积善宫夜宴，刻了石像埋在积善宫，对何太后焚香为誓密谋恢复唐室，所以不愿朱全忠受九锡。朱全忠大怒，即日遣使去洛阳诛杀蒋玄晖，以王殷代，以赵殷衡权判宣徽院事，又罢枢密院及宣徽南院使，以王、赵为正副宣徽使。王、赵又诬称蒋玄晖私通何太后，以阿秋、阿虔传信。朱全忠又密令王、赵于积善宫缢杀何太后，于殿前扑杀阿秋、阿虔。百官奉慰后，朱全忠又迫哀帝下诏称何太后之死系因私通蒋玄晖秽乱宫闱而自杀谢罪，遣黄门收所上皇太后宝册，追废为庶人，差官告宗庙。朝廷以皇太后丧废朝三日，哀帝并下诏以太后丧及宫闱丑闻为由废新年郊礼，并废积善宫。朱全忠并贬杀张廷範、柳璨。《旧唐书·哀帝纪》引史臣语称朱全忠“立嗣君于南面，毙母后于中闱”。
胡三省在注《资治通鉴》时认为李裕等已经被杀，以何太后之“多智”，应该知道自己母子不可能保全；哀帝一方面仿照晋惠帝做出废母后为庶人（且杨芷并非惠帝生母）的灭天性之举，一方面又废朝三日，既不是丧母之礼，也不足以表现丧母的哀伤，唐朝的臣子已经不是唐朝的臣子了。
四年（907年），朱全忠迫哀帝禅位，建立后梁，不久杀哀帝。
后唐同光三年（925年），横海节度使卢质建议立庙追谥哀帝，谥昭宣光烈孝皇帝，庙号景宗。天成四年（929年）八月，议者以为哀帝为贼臣所立，父母昭宗、何皇后皆为后梁所弑而亡国，谥号“昭宣光烈”不宜，大臣们也因此奏去哀帝庙号。长兴四年（933年）四月，后唐明宗追册何皇后为宣穆皇后，祔飨太庙，百官进名奉慰，废朝三日。

## 轶闻
后蜀何光远《鉴诫录》卷二<逸士谏>载：
天复年间唐昭宗被劫持到凤翔时，朱全忠来攻打凤翔，与李茂贞都声称迎驾。何皇后仗着昭宗深宠，不顾处境危险，酷爱畋猎，践踏庄稼。当时成州同谷山有隐士，戴一巨笠，骑一青牛，琴袋、酒壶都在牛上，称同谷子，不详姓名，到行在上书两卷，论讲十代兴亡之事，叙说四方理乱之源。昭宗览其上书，减膳数日，宣令王骠骑数次赐同谷子酒食，观察其贤愚。同谷子只是吟诵太康失政之诗，又说褒姒迷惑君王之事。何皇后担心失宠，秘密令李茂贞诛杀他，未行，同谷子已逃走。后来在朱全忠威胁下，唐朝皇室东迁洛阳。议者认为君王失政，后妃禽荒（沉迷于畋猎），逸士上书被采纳却不被施行，这是国祚将尽了，天意使其如此。

## 影视形象
- 网络剧《画江湖之不良人》，王语嫚饰